# قنا الجديدة
قنا الجديدة هي مدينة مصرية جديدة من مدن الجيل الثالث، تقع في محافظة قنا، وتتبع إدارياً لهيئة المجتمعات العمرانية الجديدة، أنشأت بقرار رئيس جمهورية مصر العربية رقم 197 لسنة 2000، تقع شرق النيل على بعد 8 كيلومتر من مدينة قنا، تبلغ المساحة الإجمالية للمدينة حوالي 38500 فدان (155 كم²)، ويبلغ عدد سكانها حوالى10000 نسمة.

## المخطط العام
تبلغ المساحة الإجمالية للمدينة  24.2 ألف فدان منها 7 آلاف فدان كتلة عمرانية (مناطق سكنية – خدمية – صناعية – سياحية و ترفيهية ) ، ومستهدف أن يقطنها 130 الف نسمة .

## الخدمات
يوجد بالمدينة 42 مبنى خدميا بها (مدارس - مستشفيات ومراكز طبية - خدمات تجارية - مساجد - كنائس - خدمات اجتماعية - خدمات عامة):

### الصحة
- مستشفى قنا الجديدة على مساحة 18 الآف م2 وتتكون من 7 طوابق بالإضافة إلى البدروم وبطاقة استيعابية تصل إلي 175 سرير.[5]
- عدد (3) وحدات صحية بمركز خدمات المرحلة العاجلة بالحى السكنى الثاني ومنطقة خدمات الإسكان القومى بالحى السكنى الأول ومنطقة خدمات الاسكان الاجتماعي لعدد (81) عمارة.[3]
- مبني الاسعاف بمركز خدمات الحي السكني الاول.

### التعليم
- مدرسة تعليم أساسي بمركز خدمات الحى السكنى الأول ( تحيا مصر التجريبية المتميزة للغات) بإجمالي 33 فصل.[3]
- مدرسة تعليم أساسي بمركز خدمات الحي السكني الثاني.[3]
- مدرسة تعليم ثانوي بمركز خدمات الحي الثانى.[3]
- مدرسة تعليم أساسي بمنطقة خدمات الإسكان الاجتماعي بعدد (67) عمارة بمنطقة أعلي مصنع الفلنكات.[3]
- مدرسة للمتفوقين ومدرسة تعليم اساسي بالمنطقة (2) بالامتداد الشمالي للحي السكنى الاول.[3]

### الرياضة والترفيه
- مركز شباب بمساحة 15 فدانا بمركز خدمات المدينة بالحي السكني الأول، يتكون من مبنى خدمات ومبنى متعدد الأغراض وحمام سباحة أوليمبي وحمام سباحة غطس وحمام سباحة أطفال ومدرجاته، وملعب كرة قدم قانوني ومدرجاته، وملعبي خماسي وثلاثي، وملعب تنس ومسجد وغرف أمن.[6]

### الإسكان
- بالنسبة للمبادرة الرئاسية "سكن كل المصريين"، تضم 6800 وحدة سكنية منفذ منها 5078 وحدة وجارٍ تنفيذ 1092 وحدة بمناطق متعددة بالمدينة.[7]
- تم حتى الآن تخصيص 9062 قطعة أرض سكنية صغيرة متنوعة مُسَلم منها 8034 قطعة أرض.

## البنية التحتية

### الطرق والمواصلات
- يوجد بمدينة قنا الجديدة طرق بإجمالي أطوال 290 كم، من المتوقع تنفيذ شبكات طرق أخرى بأطوال 250 كم، وذلك لخدمة التوسعات المستقبلية للمدينة والمناطق الحديثة.[8]

### المياه
- محطة تنقية مياه الشرب بطاقة 23.5 ألف م3/يوم.[8]
- شبكات مياه الشرب والري والصرف الصحي بطول 211.4223 كيلو متر بعدة مناطق بالمدينة.
- محطة معالجة الصرف الصحي بطاقة 15500 م3/يوم.[7]

### الكهرباء والاتصالات
- محطة محولات قنا الجديدة بقدرة 2x40 م.ف.أ، قابلة للتوسع بمحول ثالث مماثل.[8]
- شبكة كهرباء بطول 1052 كيلو متر.
- تم تنفيذ موزع رئيسي، وشبكات وأعمال الكهرباء بالعديد من المناطق.وجارٍ تنفيذ شبكات الكهرباء بمناطق الـ36 عمارة بمنطقة النوادي والحي السكني الأول والمتبقي من الحي الثاني والحيين الثالث والرابع،  والمنطقة السياحية والترفيهية ومنطقة الخدمات الإقليمية ومركز خدمات المدينة.